# خرف
الخَرَف أو العُتَاه أو العَتَه أو الخَبَل أو التدهور العقلي (بالإنجليزية: Dementia) هو متلازمة يرتبط بالعديد من التحللات العصبية، ويتميز بانخفاض عام في القدرات المعرفية ما يؤثر على قدرة الشخص على أداء أنشطة الحياة اليومية. يتضمن هذا عادةً مشاكل في الذاكرة، والتفكير، والسلوك، والتحكّم الحركي. بصرف النظر عن فقدان الذاكرة واضطراب الفكر، تشمل الأعراض الأكثر شيوعًا للخرف المشاكل العاطفية، وصعوبات لغوية، وانخفاض الدافع.يمكن وصف الأعراض بأنها تحدث بتسلسل متصل على عدّة مراحل. في نهاية المطاف، يؤثر الخرف تأثيرًا كبيرًا على الفرد ومقدّمي الرعاية وعلى علاقاته الاجتماعية عمومًا. يتطلب تشخيص الخرف ملاحظة التغيّر في الأداء العقلي المعتاد للشخص وانخفاض الاستعراف بصورةٍ أكبر من ذلك الانخفاض الذي تسببه الشيخوخة العادية.
يمكن أن تؤدّي العديد من أمراض وإصابات الدماغ مثل السكتة الدماغية إلى الخرف. لكن السبب الأكثر شيوعاً هو مرض الزهايمر، وهو اضطراب تنكس عصبي. أعاد الدليل التشخيصي والإحصائي للاضطرابات النفسية (الطبعة الخامسة) وصف الخرف بأنه اضطراب معرفي عصبي خفيف أو كبير بدرجات متفاوتة من الشدة والعديد من الأشكال أو الفئات الفرعية. يصنف التصنيف الدولي للعلاج (المراجعة الحادية عشرة للتصنيف الدولي للأمراض) الخرف أيضًا على أنه اضطراب معرفي عصبي (NCD) ذو أشكال أو فئات فرعية عديدة. يدرج الخرف ضمن المتلازمات الدماغية المكتسبة، ويتميّز بانخفاض الوظيفة الإدراكية ويتناقض مع اضطرابات النمو العصبية. يوصف أيضًا بأنه طيف من الاضطرابات ذات أنواع فرعية مسببة للخرف تحدث بناءً على اضطراب معروف مثل مرض باركنسون الذي يسبب خرف مرض باركنسون، وداء هنتنغتون الذي يسبب مرض خرف باركنسون، والأمراض الوعائية المسببة للخرف الوعائي، والإيدز المسبّب للاضطراب العصبي المعرفي المرتبط بفيروس نقص المناعة البشري، والتنكسّ الفصي الجبهي الصدغي المسبب للخرف الجبهي الصدغي، وداء جسيمات ليوي المسبب لمرض الخرف المصحوب بأجسام ليوي، والاعتلالات الدماغية الاسفنجية القابلة للانتقال. قد تعتمد الأنواع الفرعية من الخرف التنكسي العصبي أيضًا على الأمراض الأساسية للبروتينات المشوهة، مثل اعتلالات النواة واعتلال تاو. ويعرف ظهور أكثر من نوع خرف بالخرف المختلط.
قد تنجم العديد من الاضطرابات المعرفية العصبية عن حالة أو اضطراب طبي آخر، مثل أورام المخ وورم دموي تحت الجافية، وأمراض الغدد الصماء مثل قصور الدرقية ونقص سكر الدم، وسوء التغذية بما في ذلك نقص فيتامين ب1 ونقص فيتامين ب 3، والالتهابات، والاضطرابات المناعية، والفشل الكبدي أو الكلوي، والاضطرابات الأيضية مثل مرض كوفس، وبعض حالات حثل المادة البيضاء، والاضطرابات العصبية مثل الصرع والتصلب المتعدد. قد تظهر بعض حالات العجز المعرفي العصبي في بعض الأحيان تحسنًا مع علاج الحالة الطبية المسببة.
يعتمد تشخيص الخرف عادةً على السيرة المرضية والاختبار المعرفي باستخدام التصوير العصبي. وقد يُجرى تحليل الدم لاستبعاد الأسباب المحتملة الأخرى التي قد تكون قابلة للعكس، مثل قصور الغدة الدرقية، ولتحديد نوع الخرف الفرعي. من الاختبارات المعرفية شائعة الاستخدام اختبار فلوشتاين. على الرغم من أن عامل الخطر الأكبر للإصابة بالخرف هو الشيخوخة، إلا أن الخرف ليس جزءاً طبيعياً من حالة الشيخوخة؛ لا تظهرعلامات الخرف على العديد من الأشخاص الذين تبلغ أعمارهم 90 عاماً فأكثر. يمكن الوقاية من العديد من عوامل الخطر المسببة للخرف، مثل التدخين والسمنة، من خلال تغيير نمط الحياة. لا يبدو أن الكشف الطبي عموماً لإصابة كبار السن بهذا الاضطراب يؤثّر على النتيجة.
يعد الخرف حاليًا سابع سبب رئيسي للوفاة في جميع أنحاء العالم ويُبلغ عن 10 ملايين حالة جديدة كل عام (حوالي حالة واحدة كل ثلاث ثوانٍ). لا يوجد علاج شافٍ معروف للخرف. غالباً ما تُستخدم مثبطات إستيراز الأسيتيل مثل دونيبيزيل إذ قد تكون مفيدة في الاضطرابات التي تتراوح بين الخفيفة والمتوسطة، لكن الفائدة الإجمالية قد تكون طفيفة. هناك العديد من التدابير التي يمكن أن تحسّن نوعية حياة الشخص المصاب بالخرف ومقدّمي الرعاية له. يمكن أن يكون العلاج المعرفي السلوكي مناسباً لعلاج أعراض الاكتئاب المصاحبة.

## العلامات والأعراض
تعرف علامات وأعراض مرض الخرف بالأعراض السلوكية والنفسية للخرف.
يمكن أن تشمل الأعراض السلوكية الانفعال، والأرق، والسلوك غير اللائق، والاختلال الجنسي، والعدوان اللفظي أو الجسدي. وقد تنجم هذه الأعراض عن خلل في التثبيط المعرفي.
يمكن أن تشمل الأعراض النفسية الاكتئاب، والهلوسات (غالبًا بصرية)، والأوهام واللامبالاة والقلق. تشمل المناطق الأكثر تأثّراً في وظائف المخ الذاكرة، واللغة، والانتباه، وحل المشاكل، والوظيفة الإبصارية المكانية التي تؤثر على الإدراك والتوجه. تتطور الأعراض بمعدل مستمر على عدة مراحل، وتختلف وفق أنواع الخرف الفرعية. تتطور أغلب أنواع الخرف ببطء مع بعض التدهور في الدماغ قبل ظهور علامات الاضطراب. غالبًا ما تكون هناك أمراض مشتركة، مثل ارتفاع ضغط الدم أو السكري، وقد يكون هناك في بعض الأحيان ما يصل إلى أربعة من هذه الأمراض المصاحبة.
تشمل علامات الخرف ضياع المصاب في حيٍ مألوف، واستخدام كلمات غير عادية للإشارة إلى الأشياء المألوفة، ونسيان اسم أحد أفراد العائلة المقربين أو الأصدقاء، ونسيان الذكريات القديمة، وعدم القدرة على إكمال المهام بشكل مستقل. غالبًا ما يتأخر الأشخاص المصابون بالخرف عن سداد الفواتير؛ وخاصة الرهن العقاري وبطاقات الائتمان، وقد يكون الانهيار الائتماني مؤشرًا مبكرًا للمرض.
الأشخاص المصابون بالخرف أكثر عرضة لمشاكل سلس البول مقارنة بأولئك الذين هم في نفس العمر ولا يعانون من الخرف؛ فهم أكثر عرضة بثلاث مرات للإصابة بالتبول اللاإرادي وأكثر عرضة بأربع مرات للإصابة بـسلس البراز.

## أسباب الخرف
للخرف أسباب متعددة نوجزها فيما يأتي:
1. مرض ألزهايمر (Alzheimer Type): وقد ثبتت علاقته بعاملين هما تقدم العمر (فكلما تقدم العمر - خاصة بعد 65 سنة- زادت احتمالات الإصابة)، ووجود تاريخ أسري للمرض خاصة إذا كان قبل سن 65 سنة. وقد أوضحت البحوث الجينية أن نسبة الإصابة بهذا المرض عند أبناء المصابين به تكون أربعة أضعاف مقارنة بأقرانهم ممن لا يوجد لديهم تاريخ مرضي.
2. الاحتشاء الدماغي المتعدد (Multi-infarct type): ويحدث نتيجة تجلطات في الأوعية الدموية. ويصاحب ذلك عادة أمراض أخرى مثل تصلب الشرايين وداء السكري وارتفاع ضغط الدم، وغيرها.
3. تشمل حالات الخرف التي يمكن عكسها بسهولة قصور الغدة الدرقية، نقص فيتامين بي12، نقص فيتامين بي3، مرض لايم، والزهري العصبي.[39]
4. أمراض عضوية أخرى: مثل كسل الغدة الدرقية، إصابات الدماغ وأمراض الجهاز العصبي مثل مرض باركنسون، مرض هنتيجتون، ارتفاع الضغط داخل الجمجمة، الأورام، والنزيف الدماغي.
5. استخدام المخدرات: مثل الكحول، الحشيش، والحبوب المنشطة التي تؤدي لحالة شبيه بالفصام.

## آلية حدوث الخرف
يحدث الخرف بأشكال مختلفة حسب سببه. ولكن المحصلة النهائية بغض النظر عن السبب في كثير من الأحيان هو تلف في الخلايا الدماغية. وقد وجدت الدراسات المتواترة أن هناك نقصاً حاداً في السيالة العصبية المسماة: أستيالكولين (Acetylcholine - Ach)، إضافة لظهور تغيرات في خلايا الدماغ تدل على تليّفها وتلفها.

## مدى انتشار الخرف
تزداد احتمالات الإصابة بالخرف عموماً مع تقدم العمر، خاصة بعد سن 65 عاماً. فنسبة حالات الخرف تقدر بحوالي 2% بين سن 65-69 عاماً، وتزيد إلى 5% بين 75-79 عاماً، ثم تصل إلى 20% بين سن 85-89 عاماً، و50% بين من تتجاوز أعمارهم التسعين عاماً.
ويعد مرض ألزهايمر أكثر أشكال الخرف شيوعاً (50% من الحالات)، ويحدث في النساء أكثر منه في الرجال بمقدار ثلاث مرات.
أما خرف الاحتشاء الدماغي المتعدد فيحدث أكثر في الرجال لأن الرجال أكثر إصابة بأسباب الاحتشاءات مثل تصلب الشرايين وارتفاع ضغط الدم. وتختلف نسبة انتشار هذا النوع من الخرف من مجتمع لآخر نتيجة الأنماط الغذائية السائدة، وذلك بعكس نوع ألزهايمر الذي ينتشر بنسبة متساوية في عدة من مجتمعات العالم.
تقدر منظمة الصحة العالمية بأن هناك حوالي 10 ملايين حالة جديدة من الخرف سنويا.

## اضطرابات أخرى تشبه الخرف
هناك عدد من الأمراض العضوية والنفسية التي تشبه الخرف. وقد سبق الإشارة إلى بعض الأمراض العضوية عند الحديث عن الأسباب. أما الحالات الأخرى التي تشبه الخرف هي:
- النسيان الطبيعي: وقد يحدث ذلك عند كثير من الناس بسبب تعقد نمط الحياة، وتسارع وتيرة الأحداث، والاعتماد على الوسائل المساندة للحفظ مثل المفكرات الإلكترونية والهواتف الجوالة وخلافها... والنسيان الطبيعي لا يسبب خللاً في أداء الشخص لوظائفه المختلفة.
- الاكتئاب النفسي: حيث تظهر مشكلات في التركيز والتذكر. ولكنها تكون لاحقة للإصابة بالاكتئاب، وتابعة لوجوده، ويتم تضخيم الشكوى من ضعف الذاكرة من قبل المريض الذي يستثقل التركيز والتذكر، فيتجنب المحاولة. ذلك إضافة لوجود أعراض الاكتئاب النفسي المعروفة.
- الفصام: حيث لا يبدو المريض مدركاً للزمان أو الأحداث من حوله بسبب حالته العقلية المزمنة وانقطاعه عن متابعة الحياة والأخبار وهيمنة الأعراض السلبية للفصام. ذلك إضافة لوجود أعراض الفصام الأخرى.
- الهذيان: وهو تدهور حاد في القدرات الإدراكية يحدث نتيجة إصابة مباشرة للدماغ أو مرض عضوي حاد كالفشل الكبدي أو الكلوي أو تغير حاد في نسبة السكر أو الأملاح الأخرى في الدم.

## علاج الخرف
يختلف علاج الخرف بحسب أسبابه. هناك من حالات الخرف ما هو قابل للشفاء (15% من الحالات تقريباً)، مثل الحالات الناتجة عن نقص الفيتامينات وسوء التغذية، وكسل الغدة الدرقية وخلافه لأن هذه الأسباب يمكن علاجها، ومن ثم يمكن أن تعود القدرات العقلية طبيعية تماماً مثلما كانت عليه.
أما العقاقير التي تستخدم في حالات الخرف فهي كما يلي:
- عقاقير ترفع من مستويات الأستايلكولين (Acetylcholine) وهذه العقاقير يمكن أن تحسن من الذاكرة وتحد من سرعة تدهور القدرات العقلية، وتستخدم تحديداً لعلاج حالات داء ألزهايمر. من أمثلة هذه العقاقير: Donepezil, Galatamine, Memantine, Rivastigmine, Tacrine.
- عقاقير مساندة: وهذه تستخدم للتخفيف من الأعراض الأخرى التي قد تصاحب الخرف مثل القلق (قد تستخدم مضادات القلق)، الاكتئاب (قد تستخدم مضادات الاكتئاب) أو التهيج والأعراض الذهانية (قد تستخدم مضادات الذهان).
- العلاج التمريضي ويهدف لمساعدة ذوي المريض للتعامل معه بالشكل الصحيح الذي يخدم المريض ولا يستنزف طاقة الراعين له.

## ماذا يمكن أن يحدث لو لم يعالج الخرف؟
تعتبر حالات الخرف التي لا يمكن علاج أسبابها من الحالات المزمنة. وإذا لم تعالج فإن قدرات المريض العقلية تستمر في التدهور حتى يفقد قدرته على العناية بأبسط شؤونه مثل الأكل والشرب... كما قد يفقد القدرة على التحكم في مخارجه، وقد يخرج في أوقات غير مناسبة ويتعرض للأذى أو الضياع، خاصة عندما تكون حالة المريض الجسمية تساعده على الحركة والمشي، مما يستدعي المراقبة الدائمة وإغلاق الأبواب. هذه الحالات تحتاج لجهد كبير من ذويه قد يكون على حساب أعمالهم وجوانب حياتهم الأخرى.

## هل يمكن الشفاء من الخرف؟
في الغالب أنه لا يمكن الشفاء من حالات الخرف التي لا يعرف له سبب يمكن علاجه. لذلك فإن مسار هذه الحالات يتسم بالتدهور البطيء أو السريع حتى الوفاة، خلال فترة تتراوح بين 5-10 سنوات. لكن العقاقير التي تستخدم في علاج داء ألزهايمر قد تساهم في الحد من تسارع التدهور في القدرة العقلية أو قد تؤدي إلى توقفه مدة قد تطول أو تقصر بحسب عوامل شخصية وعلاجية مختلفة يقدرها الطبيب المعالج.

## مواضيع متعلقة
- ألزهايمر
- خرف ارتجاج الدماغ

## وصلات خارجية
1. ↑  قدّمت أنواع فرعية بادرية من الخرف الهذياني في 2020.[17]